# 34. Infanterie-Brigade (Deutsches Kaiserreich)
Die 34. Infanterie-Brigade (Großherzoglich Mecklenburgische) war ein Großverband der Preußischen Armee.

## Geschichte
Die 34. Infanterie-Brigade wurde am 11. Oktober 1866 nach dem Deutschen Krieg errichtet. Das Kommando stand in Schwerin und war in Friedenszeiten der 17. Division des IX. Armee-Korps unterstellt. Die Brigade setzte sich zusammen aus dem Grenadier-Regiment Nr. 89 in Schwerin und dem Füsilier-Regiment Nr. 90 in Rostock sowie die Bezirkskommandos Rostock und Wismar. Zeitweise gehörten ihr auch, bis es 1890 in das Elsass verlegt wurde, das Mecklenburgische Jäger-Bataillon Nr. 14 und zu Beginn des Ersten Weltkrieges das Lauenburgische Jäger-Bataillon Nr. 9 aus Ratzeburg an.
Mit dem Inkrafttreten des Waffenstillstands von Compiègne wurden die Truppen der Brigade heimgeführt. Gemäß der durch den Friedensvertrag von Versailles bedingten Demobilisierung wurde die Brigade zum 1. Oktober 1919 aufgelöst.

### Deutsch-Französischer Krieg
Als Teil der 17. Division wurde die Brigade am 18. Juli 1870 zu Beginn des Krieges gegen Frankreich in das nördliche Schleswig-Holstein kommandiert. Nachdem der Großverband in Frankreich einmarschiert war, nahm sie an den Belagerungen von Metz, Toul und Paris teil. Außerdem kam die Brigade in den Schlachten von Loigny und Poupry, Orléans, Beaugency und Cravant und Le Mans, sowie bei den Gefechten bei Dreux, La Madeleine-Bouvet, Bellême, Meung, Oucques, Fréteval, Morée, Pezou, Courtalain, Connerré und Thorigné zum Einsatz.

### Erster Weltkrieg
Die Brigade war während des Ersten Weltkriegs ausschließlich an der Westfront eingesetzt worden.
Ebenfalls stellte die Brigade das Brigade-Ersatz-Bataillon 34 auf. Aus diesen Verband wurde am 9. Juli 1915 das I. Bataillon des neu errichteten Infanterie-Regiments Nr. 362 formiert. Des Weiteren wechselte das Füsilier-Regiment Nr. 90 am 10. September 1914 zur 33. Infanterie-Brigade und kehrte am 29. September 1914 zurück.
Die Brigade drang, dem Schlieffen-Plan folgend, durch Belgien in Richtung Frankreich vor. Dort traf man jedoch schon unerwartet auf Widerstand. Erst nach der Eroberung Lüttichs, den Zusammenbruch der Gette-Stellung zwischen Halen und Tirlemont in der Schlacht an der Gette, der Schlacht bei Mons und dem Gefecht bei Genly wurde Frankreich erreicht.

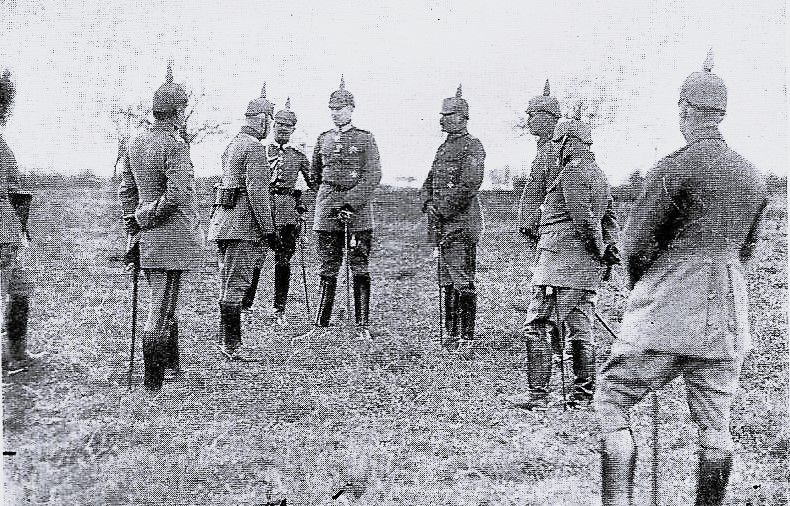
Der Großherzog im Gespräch mit Oberst Graf v. d. Goltz

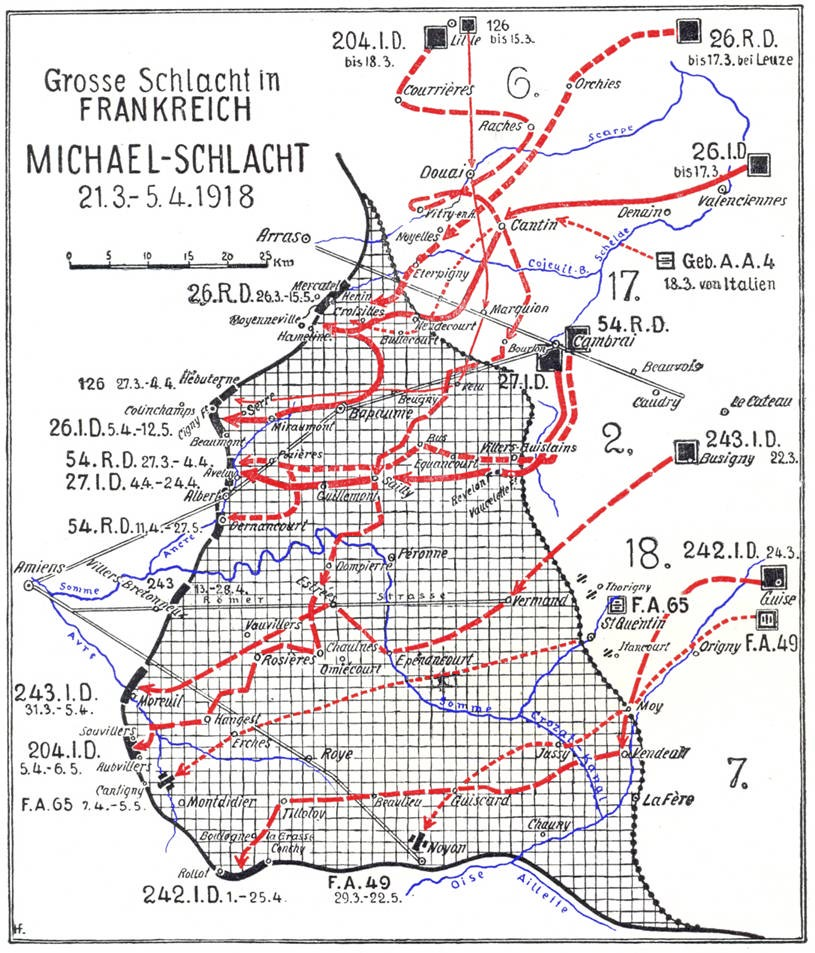
Operation Michael (Kaiserschlacht)

Nach den Schlachten bei St. Quentin und am Ourcq, sowie Gefechten bei Château-Thierry, Montmiral und Leuze, Montceaux und Esternay ging dort der Bewegungs- in einen Stellungskrieg über. Die Schlacht an der Aisne bildete den Beginn mehrerer Kämpfe, wie zum Beispiel bei Moulin-sous-Touvent am 20. September, an der Aisne. Diesen folgten Kämpfe im Bois de St. Mard. Am 23. März 1915 wurde der Brigade zusätzlich das Infanterie-Regiment „Bremen“ (1. Hanseatisches) Nr. 75 unterstellt. Nachdem der Großverband bei Quennevières-Ferme (Tracy-le-Mont) gekämpfte und abermals bei Moulin-Sous-Touvent eingesetzt worden war, nahm sie an der Herbstschlacht in der Champagne teil und blieb dort. Sie stürmte und eroberte am 17. Dezember 1915 die Avre-Höhe (Höhe 193) westlich Tahures.
Ende Februar 1916 wurde die Navarin-Stellung nördlich von Somme-Py und westlich der Navarin-Ferme eingenommen. Nach einer Zeit der Vorbereitung in Mézières wurde die Brigade in die Schlacht an der Somme versetzt. Nach dem Ende der Schlacht verblieb sie an der Somme und nahm im Februar 1917 am Gefecht in Miraumont teil. Die Mecklenburger wurden mehrmals bei der Siegfriedstellung eingesetzt. Dazwischen kämpften sie in der Frühjahrsschlacht bei Arras, der Herbstschlacht in Flandern und den Stellungskämpfen im Artois.
Im Frühjahr 1918 wurde die Brigade für die Deutsche Frühjahrsoffensive vorbereitet, wo sie in der Kaiserschlacht kämpfen sollte. Hier folgte sie der Linie Arras-Albert und nahm an der Durchbruchsschlacht zwischen Monchy und Cambrai, der Schlacht bei Bapaume, sowie einem Gefecht bei Bucquoy teil. Hier sollten die deutschen Angriffsbemühungen enden.

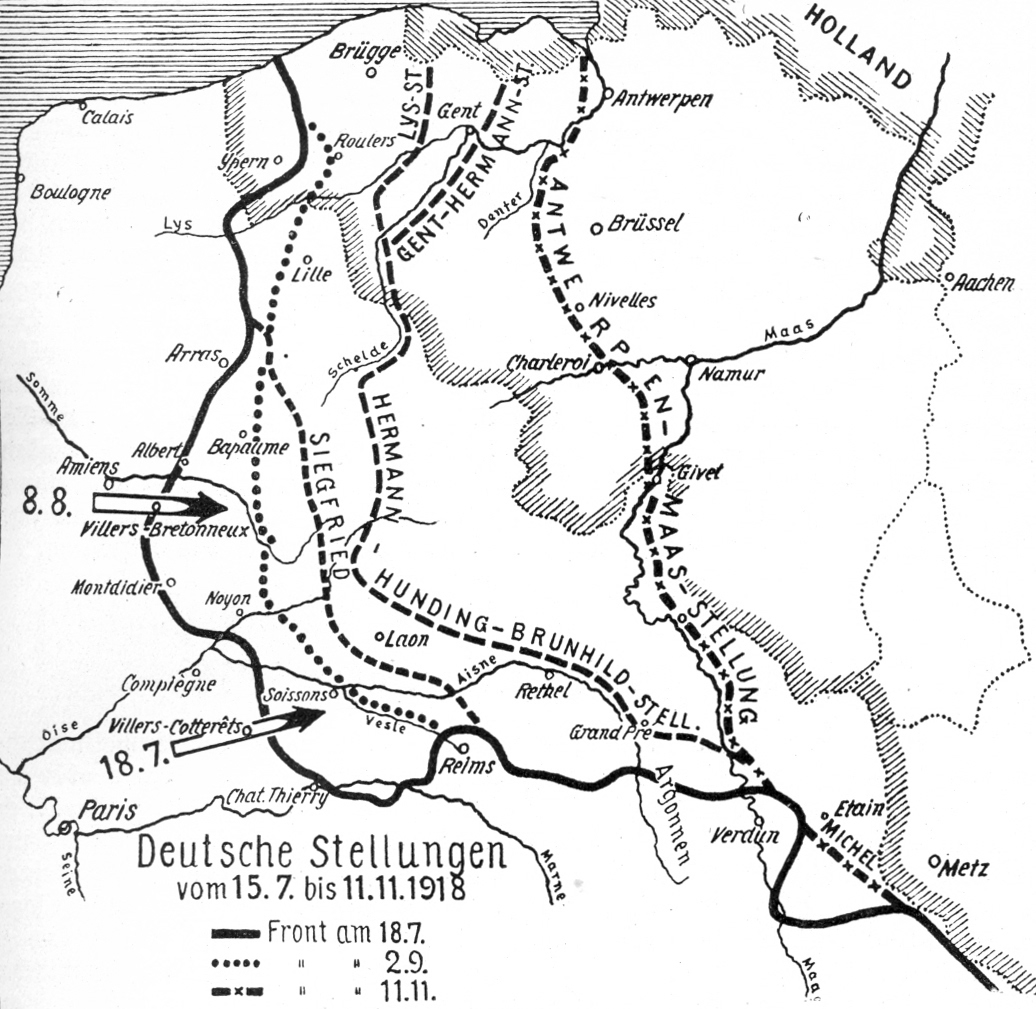
Deutsche Abwehrstellungen

Nach Stellungskämpfen in Flandern wurde die Brigade in der Abwehrschlacht an der Marne eingesetzt. Bereits hinter der Marne wurde sie an die Vesle, Hundingstellung und letzten Endes auf die Antwerpen-Maas-Stellung.

## Kommandeure
| Dienstgrad                   | Name                               | Datum                                                            |
| ---------------------------- | ---------------------------------- | ---------------------------------------------------------------- |
| Generalmajor                 | Gustav von Pritzelwitz             | 11. Oktober 1866 bis 17. Juli 1870                               |
| Oberst/Generalmajor          | Rudolf von Manteuffel              | 18. Juli 1870 bis 2. Juni 1871 (mit der Führung beauftragt)      |
| Generalmajor                 | Rudolf von Manteuffel              | 03. Juni 1871 bis 18. November 1876                              |
| Oberst                       | Julius von Boehn                   | 19. November 1876 bis 12. März 1877 (mit der Führung beauftragt) |
| Oberst/Generalmajor          | Julius von Boehn                   | 13. März 1877 bis 12. Mai 1879                                   |
| Oberst                       | Walther Bronsart von Schellendorff | 13. Mai 1879 bis 2. Februar 1880 (mit der Führung beauftragt)    |
| Generalmajor                 | Walther Bronsart von Schellendorff | 03. Februar 1880 bis 26. Dezember 1881                           |
| Generalmajor                 | August von Oppell                  | 27. Dezember 1881 bis 9. März 1883                               |
| Generalmajor                 | Hans von Kretschmann               | 15. März 1883 bis 21. März 1886                                  |
| Generalmajor                 | Emil von Fischer                   | 22. März 1886 bis 9. Juli 1888                                   |
| Generalmajor                 | Berthold von Nickisch              | 10. Juli 1888 bis 3. November 1890                               |
| Oberst                       | Richard von Klitzing               | 04. bis 17. November 1890 (mit der Führung beauftragt)           |
| Generalmajor                 | Richard von Klitzing               | 18. November 1890 bis 16. Juni 1893                              |
| Generalmajor                 | Hermann von Graberg                | 17. Juni 1893 bis 16. April 1897                                 |
| Generalmajor                 | August von Holstein                | 17. April 1897 bis 26. Januar 1899                               |
| Generalmajor                 | Hans von Bonin                     | 27. Januar 1899 bis 17. Dezember 1901                            |
| Generalmajor/Generalleutnant | Alfred von Haugwitz                | 18. Dezember 1901 bis 9. April 1906                              |
| Generalmajor                 | Kurt von Sanden                    | 10. April 1906 bis 19. Februar 1909                              |
| Generalmajor                 | Horst von Rosenberg-Gruszczynski   | 20. Februar 1909 bis 21. April 1912                              |
| Generalmajor                 | Richard von Kraewel                | 22. April 1912 bis 24. September 1914                            |
| Oberst                       | Ernst von Reuter                   | 25. September bis 24. Oktober 1914                               |
| Oberstleutnant               | Curt von Wangenheim                | 25. September bis 17. November 1914 (in Vertretung)              |
| Oberst                       | Rüdiger von der Goltz              | 18. November 1914 bis 28. Mai 1915                               |
| Oberst                       | Hartwig von Eichendorff            | 29. Mai 1915 bis 28. April 1917                                  |
| Oberst                       | Curt von Wangenheim                | 29. April 1917 bis 1. Oktober 1919                               |

## Kommandeure des Stellvertretenden Brigadekommandos
| Dienstgrad           | Name                   | Datum                                 |
| -------------------- | ---------------------- | ------------------------------------- |
| Generalleutnant z.D. | Lothar Heinzel         | 02. bis 12. August 1914               |
| Generalleutnant z.D. | Gustav von Hoppenstedt | 13. August 1914 bis 15. Mai 1917      |
| Generalmajor         | Gustav von Förster     | 16. Mai bis 15. November 1917         |
| Generalmajor         | Georg von Rode         | 16. November 1917 bis 5. Februar 1918 |
| Generalmajor         | Wilhelm Oltmann        | 10. März bis 30. Dezember 1918        |